# Álvaro Rodríguez Ros
Álvaro Rodríguez Ros, meglio conosciuto come Alvarito (Ujo, 16 gennaio 1936 – Huércal-Overa, 16 giugno 2018) è stato un calciatore e allenatore di calcio spagnolo, di ruolo difensore.

## Carriera
Con l'Atlético Madrid ha vinto due Coppe di Spagna (1959-60, 1960-61) e una Coppa delle Coppe (1961-62).